# Piasek (Kwaczała)
Piasek – część wsi Kwaczała w Polsce, położona w województwie małopolskim, w powiecie chrzanowskim, w gminie Alwernia.
W latach 1975–1998 Piasek administracyjnie należał do województwa krakowskiego.